# Noh-Yaxché (Buctzotz)
Noh-Yaxché es una localidad del municipio de Buctzotz en el estado de Yucatán localizado en el sureste de México.

## Toponimia
El nombre (Noh-Yaxché) proviene del idioma maya.

## Hechos históricos
- En 1930 cambia de Nohyaxché a Noh-Yaxché.
- En 1980 cambia a Noh Yaxché.
- En 1990 cambia a Nohyaxché.
- Actualmente se llama Noh-Yaxché.

## Demografía
Según el censo de 2005 realizado por el INEGI, la población de la localidad era de 4 habitantes.
| 26                          | 6 | 13 | 8 | 0 | 0 | 0 | 4 | ? | 0 | ? | 4 |
| (Fuente: INEGI [Consultar]) |   |    |   |   |   |   |   |   |   |   |   |